# La Croix Bleue de Belgique
Pour les articles homonymes, voir Croix Bleue (homonymie).
La Croix Bleue de Belgique ou Het Blauwe Kruis van België est une association sans but lucratif belge œuvrant pour le bien-être animal et la protection de la nature, fondée en 1914 tout d'abord sous la dénomination Les Amis des Animaux. L'association est présente dans les trois régions de Belgique avec quatre refuges animaliers à Forest, Floriffoux, Lommel et Wommelgem.

## Histoire
C'est à Bruxelles en 1914 pendant la Première Guerre mondiale qu'un refuge est fondé pour venir en aide aux animaux de la guerre par des personnes se nommant Les Amis des Animaux. Ces fondateurs ont alors comme modèle la Croix Bleue Britannique et très rapidement ce refuge sera identifié comme celui de la Croix Bleue de Belgique. En 1925, la décision est prise de structurer l'organisation du refuge sous la forme d'une association sans but lucratif et c'est le 1er août 1925 que sera publié par le Moniteur belge les premiers statuts.    
En 1961, l'association s'étend en Flandres avec la création d'un refuge à Wommelgem qui sera entièrement reconstruit courant 1995-1996 selon les normes en cours.   
Un autre refuge sera ensuite exploité en 1967 dans la région namuroise. Au fil des ans, les activités grandissantes de ce refuge nécessiteront une nouvelle localisation et c'est alors que l'association va acquérir au début des années 1980 l'ancien site du charbonnage de Floriffoux. C'est dans ce lieu que l'association va créer un centre animalier, une école d'éducation canine ayant pour but l'amélioration de la relation homme-animal et un centre didactique pour l'éducation et la formation au bien-être animal et à la protection de la nature.    
En 2018, la filiale Initiative Nature est créée.
En 2019, l'association est sollicitée pour reprendre la concession portant sur l'exploitation du refuge de la ville de Lommel dans la province de Limbourg et y est active depuis le 1er janvier 2020. C'est aussi en 2020 que l'association est sollicitée pour reprendre l'école d'éducation canine et le centre de comportement canin Kleuterschool voor Honden à Deurne.
Jusque-là orientée sur les animaux domestiques, l'association étend ses activités à la protection de la petite faune sauvage en reprenant en 2021 le CREAVES (Centre de Revalidation des Espèces Animales Vivant à l’État Sauvage) de Namur situé à Temploux. Cet organisme recueille, remet sur pied et relâche dans la nature les animaux de cette faune dans le besoin.
La fondation Jean Squilbeck prenant en charge des chats de personnes âgées est également liée à l'association.

## Activités
La Croix Bleue de Belgique a comme première mission l'aide aux animaux abandonnés, accidentés, malades, saisis par la police ou le service régional du Bien-être animal en leur offrant un endroit où ils seront en sécurité, nourris et soignés. L'association, agréée par la région bruxelloise, accompagne les personnes désirant adopter un animal de compagnie. Elle propose également des pensions pour chiens pour de courts séjours.
Impliquée également dans l'enseignement, la Croix Bleue de Belgique organise des séminaires, des visites en ses locaux et met à disposition une documentation à destination des enseignants.
L'association est également représentée dans le Conseil du bien-être animal bruxellois, et du comité de gestion du fonds BEA (Bien-Être Animal) de la Fondation Roi Baudouin.

## Financement
La Croix Bleue de Belgique n'est pas subsidiée et est financée principalement par les dons et legs de particuliers.  